# Jet Grouting

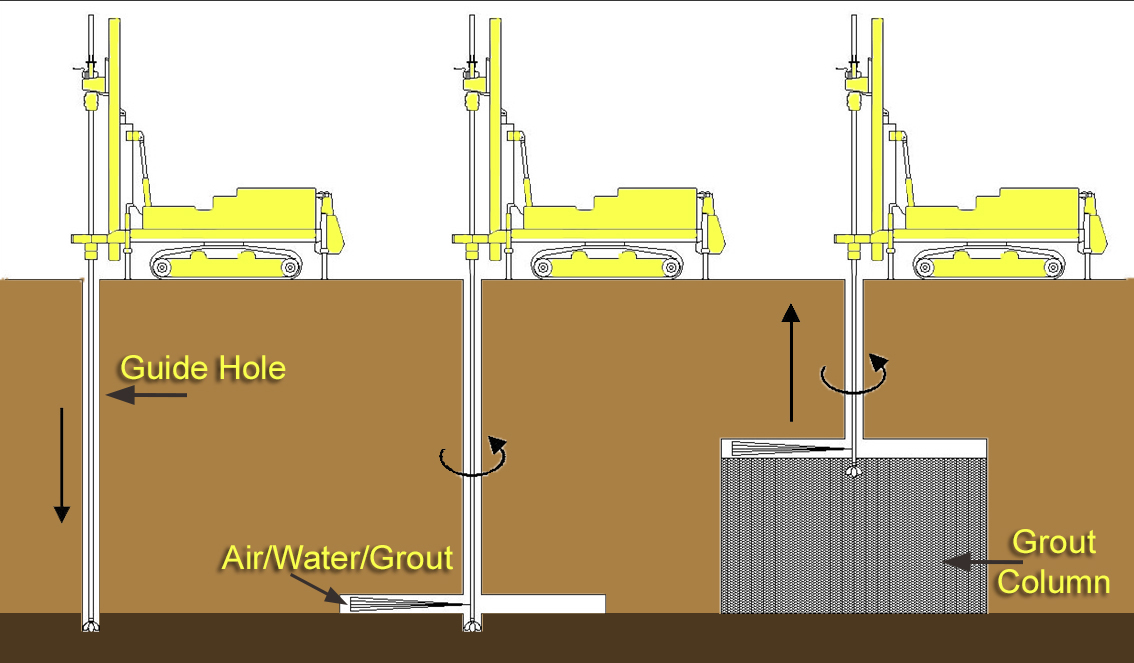

Le Jet-Grouting consiste en l'injection d'un coulis dans les pores ou les espaces vides du sol, autrement inaccessibles, mais interconnectés entre eux. Le coulis peut être un mélange chimique à base de ciment, de résine ou tout autre mélange chimique en solution. Le Jet-Grouting est principalement utilisé pour améliorer les performances géomécaniques des sols traités. Le Jet-Grouting peut également avoir pour but de créer une étanchéité en réduisant le débit d'eau traversant le sol traité. Il est également utilisé en sous-œuvre pour corriger les défauts des structures en béton et en maçonnerie. Depuis la première utilisation au XIXe siècle, le Jet-Grouting a été effectué sur les fondations de pratiquement tous les grands barrages du monde, notamment par Soletanche-Bachy ou Trevi, afin de réduire la quantité d'eau traversant la roche, et parfois également pour renforcer la fondation dans l'objectif de supporter le poids du barrage en lui-même, qu'il soit en béton, en terre ou en enrochement.